# Оррьюль
Оррью́ль (фр. Orriule) — коммуна во Франции, находится в регионе Аквитания. Департамент — Атлантические Пиренеи. Входит в состав кантона Ортез и Тер-де-Гав и дю Сель. Округ коммуны — Олорон-Сент-Мари.
Код INSEE коммуны — 64428.

## География

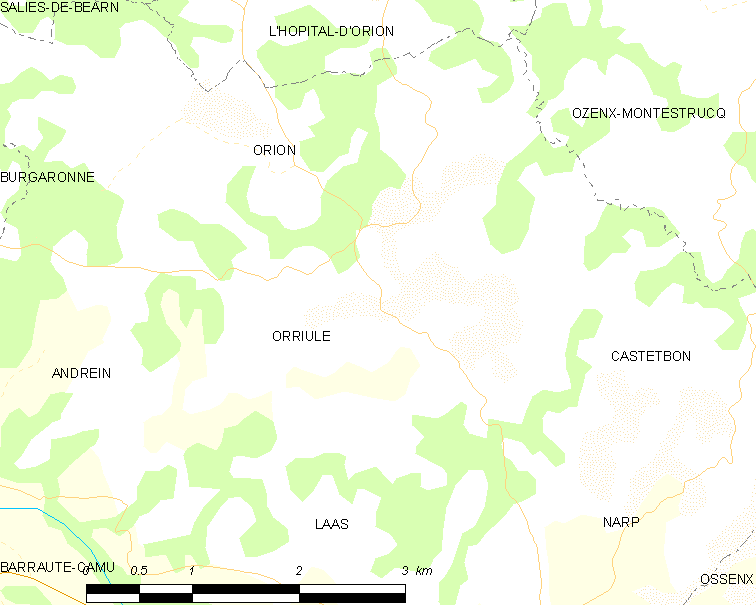
Карта коммуны

Коммуна расположена приблизительно в 660 км к югу от Парижа, в 165 км южнее Бордо, в 45 км к западу от По.
На северо-востоке коммуны протекает река Аррьюгран (фр. Arriougrand).

### Климат
Климат тёплый океанический. Зима мягкая, средняя температура января — от +5°С до +13°С, температуры ниже −10 °C бывают редко. Снег выпадает около 15 дней в году с ноября по апрель. Максимальная температура летом порядка 20-30 °C, выше 35 °C бывает очень редко. Количество осадков высокое, порядка 1100 мм в год. Характерна безветренная погода, сильные ветры очень редки.

## Население
Население коммуны на 2010 год составляло 145 человек.
| 1962 | 1968 | 1975 | 1982 | 1990 | 1999 | 2010 |
| ---- | ---- | ---- | ---- | ---- | ---- | ---- |
| 171  | 167  | 167  | 166  | 150  | 132  | 145  |

## Администрация
| Период | Период | Фамилия          | Партия | Примечания |
| ------ | ------ | ---------------- | ------ | ---------- |
| 1995   | 2001   | Рене Саррай      |        |            |
| 2001   | 2014   | Роже Рекальд     |        |            |
| 2014   | 2020   | Жан-Роже Рекальд |        |            |

## Экономика
В 2010 году среди 85 человек трудоспособного возраста (15-64 лет) 58 были экономически активными, 27 — неактивными (показатель активности — 68,2 %, в 1999 году было 73,5 %). Из 58 активных жителей работали 52 человека (28 мужчин и 24 женщины), безработных было 6 (2 мужчин и 4 женщины). Среди 27 неактивных 8 человек были учениками или студентами, 17 — пенсионерами, 2 были неактивными по другим причинам.